# Marie Pleißner
Luise Marie Pleißner (* 17. Mai 1891 in Chemnitz; † 21. Dezember 1983 in Karl-Marx-Stadt) war eine Frauenrechtlerin und Lehrerin.

## Kindheit und Jugend

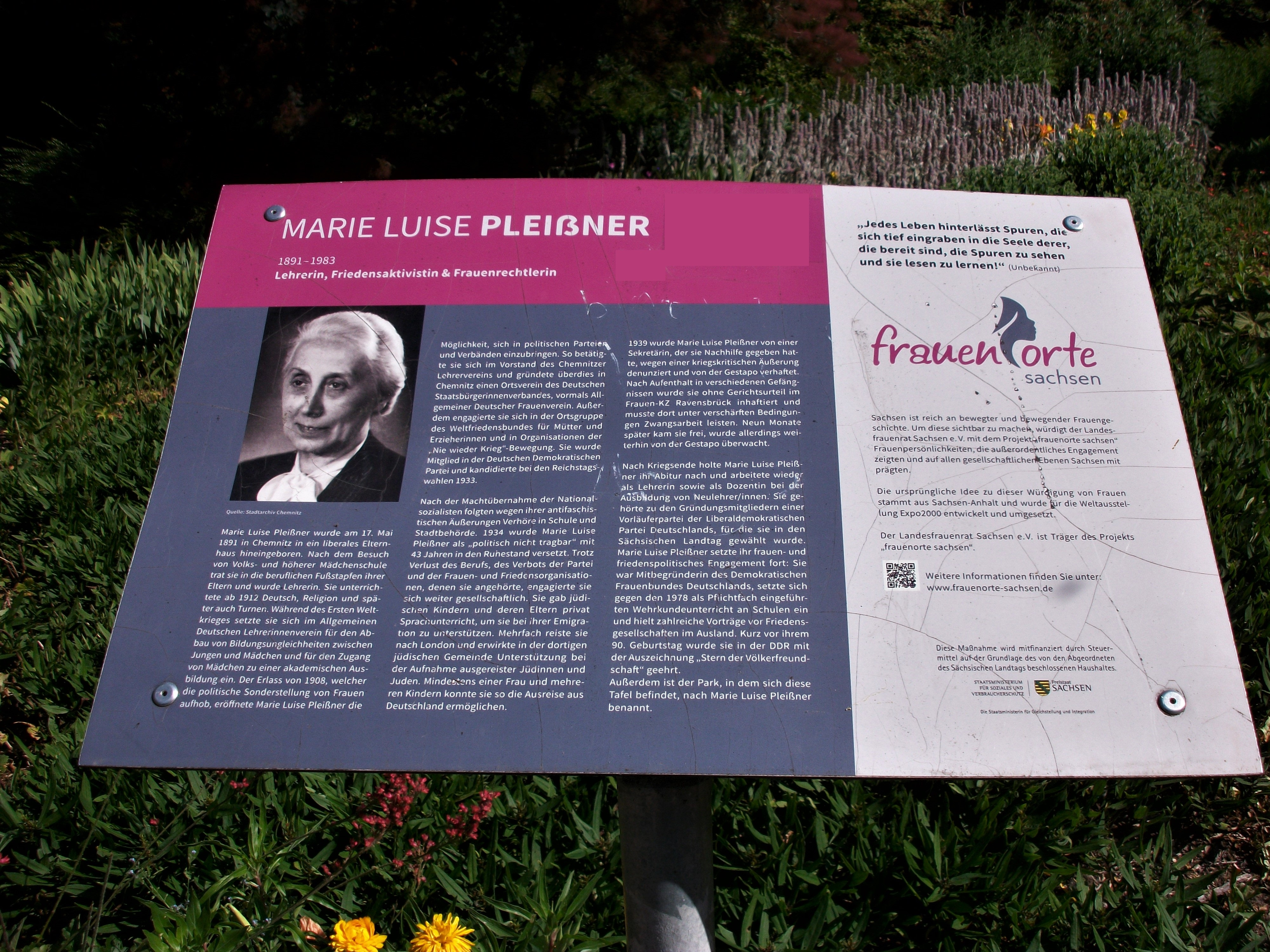
Frauenorte Sachsen, Infotafel Marie Luise Pleißner im Marie-Luise-Pleißner-Park in Chemnitz

Marie Pleißner, eigentlich Luise Marie, wurde geboren als Tochter des Volksschullehrers Julius Pleißner und seiner Frau, der Hilfslehrerin Augusta Pleißner. Sie besuchte bis 1903 die Volksschule und schloss an Ostern 1907 die Höhere Mädchenschule ab. Marie Pleißner besuchte im Anschluss bis 1911 das Königlich-Sächsische Lehrerinnenseminar in Callnberg bei Lichtenstein, sie bestand im August 1911 die Schulamtskandidatinnenprüfung. Im Anschluss fand sie eine Stelle als Hauslehrerin in einer Dresdner Offiziersfamilie.
Vermutlich durch ihre liberale Erziehung und ihr frühes Interesse für humanistische und theologische Fragen konnte sie sich der pro-militärischen Erziehung der Kinder des Hauses nicht anschließen und verließ den Haushalt nach weniger als einem Jahr. Sie wurde um Ostern 1912 Hilfslehrerin in Limbach. Im selben Jahr trat sie der Chemnitzer Ortsgruppe des Deutschen Lehrervereins (DLV) bei. Am 8. Mai 1914 absolvierte sie die Wahlfähigkeitsprüfung und konnte sich um Festanstellung bewerben, die sie ab dem 1. Januar 1915 an der Schlossschule Chemnitz antrat. Sie unterrichtete Deutsch und Religion, ab 1924 auch Turnen. Im selben Jahr trat sie der Chemnitzer Ortsgruppe des Allgemeinen Deutschen Lehrerinnenvereins (ADLV) bei, der 1890 von 85 Frauen gegründet worden war und sich für eine bessere Mädchenausbildung und die Zulassung von Frauen zur akademischen Ausbildung einsetzte. Marie Pleißner wurde Teil der bürgerlichen Frauenbewegung.

## Erster Weltkrieg
Marie Pleißner setzte sich während des Ersten Weltkrieges im Allgemeinen Deutschen Lehrerinnenverein (ADLV) für eine gleichberechtigte Schulbildung zwischen Jungen und Mädchen sowie den Zugang von Mädchen zu akademischen Ausbildungen ein. 1908 folgte der Erlass, welcher die politische Sonderstellung von Frauen aufhob, dies ermöglichte Marie Luise Pleißner, sich in politischen Parteien und Verbänden einzubringen. Sie war im Vorstand des Chemnitzer Lehrervereins. Ihr Bruder Rudolf Pleißner, der in München Malerei studiert hatte, war Offizier im Ersten Weltkrieg und wurde schwer verwundet. Er schloss sich nach seiner Rückkehr der SPD an, während ihre Schwester Ilse als Krankenschwester diente. Ihre Berichte könnten Marie Pleißner zusätzlich bewogen haben, ihre pazifistische Weltanschauung zu verfestigen. Zwischen 1917 und 1918, während  ihrer Arbeit beim ADLV stellte sie immer wieder Friedensforderungen und engagierte sich als Pazifistin in Organisationen der „Nie wieder Krieg“-Bewegung.
Nach Kriegsende wurde Marie Pleißner Vorsitzende des ADLV. Sie wurde 1918 Mitglied der neu gegründeten Deutschen Demokratischen Partei (DDP) und gehörte als Vorsitzende des Frauenbundes ihrer Partei dem Vorstand an. Ihr Bruder entwarf 1929 ein Wahlplakat für diese Partei, was seiner SPD-Zugehörigkeit keinen Abbruch tat. Marie Pleißner wurde im Jahr 1919 Mitglied der Deutschen Friedensgesellschaft, der Deutschen Liga für Menschenrechte und des Internationalen Versöhnungsbundes. In den späten zwanziger Jahren gründete Marie Pleißner die Chemnitzer Ortsgruppe des Deutschen Staatsbürgerinnenverbands, ein Verband, der ein Nachfolger des Allgemeinen Deutschen Frauenvereins war und für Frieden und Frauenrechte einstand. 1932 begründete sie mit anderen den Weltfriedensbunde für Mütter und Erzieherinnen in Chemnitz, der bis zu seiner Auflösung ein Jahr später 200 Mitglieder hatte.
Im März 1933 kandidierte sie für die DDP (seit 1930 Deutsche Staatspartei DStP) vergeblich für den Reichstag. Im Zuge der Machtergreifung der Nationalsozialisten wurde die Partei aufgelöst. Im selben Jahr floh ihr Bruder, der seit 1924 einer pazifistischen und antinationalsozialistischen Künstlergruppe in Chemnitz beigetreten war und versteckte sich für über zehn Jahre in den Böhmischen Wäldern.
1933 wurde Marie Pleißner mehrmals zu einer Anhörung ins Schulamt vorgeladen. Sie habe sich im Unterricht abfällig über Hitler geäußert. Ihr wurden eine „sehr feindselige Einstellung zum Nationalsozialismus“ und eine „pazifistische Linkseinstellung“ vorgeworfen. Dennoch konnte sie zunächst im Schuldienst verbleiben, da eine Befragung von 20 Schülerinnen keine negativen Äußerungen beweisen konnte.
Im Februar 1934 erschien Marie Pleißners Name auf einer Liste zu streichender Lehrerstellen. Als einzige ausgebildete Turnlehrerin wollte man sie jedoch nicht entlassen, sondern versetzte sie in vorzeitigen Ruhestand, gegen den sie Widerspruch einlegte. Nach erneuter Anzeige wurde Marie Pleißner Ende 1934 mit 43 Jahren in dauernden Ruhestand versetzt. Sie wurde Haushälterin, übernahm die Pflege älterer Menschen und gab jüdischen Kindern im Geheimen Privatunterricht.

## Widerstand und KZ-Haft
Marie Pleißner stellte ihre Chemnitzer Wohnung als Treffpunkt für Gegner des Nationalsozialismus zur Verfügung und half jüdischen Menschen bei der Emigrationsvorbereitung, indem sie Englischkurse anbot. Nach der Pogromnacht 1938 reiste sie nach Berlin und versuchte erfolglos, mit den Quäkern öffentlichen Protest zu organisieren. Im Frühjahr 1939 reiste sie nach England, um sich nach Unterkunftsmöglichkeiten für jüdische Emigranten zu erkundigen, und besuchte die jüdische Gemeinde in London sowie das Home Office der jüdischen Gemeinde und schließlich das Friends House der Quäker, denen sie am Ende der Reise beitrat.
Im Sommer desselben Jahres wurde sie von einer deutschen Nachhilfeschülerin wegen kriegsfeindlicher Äußerungen denunziert und am 7. September 1939 von der Gestapo verhaftet. Sie war in mehreren Gefängnissen inhaftiert und kam am 5. Oktober mit der Häftlingsnummer 2228 als politischer Schutzhäftling in das Konzentrationslager Ravensbrück. Ihr Vater, Julius Pleißner, versuchte mehrfach vergeblich, sie freizubekommen. Am 20. April 1940 wurde Marie Pleißner im Zuge der Amnestierung politischer Häftlinge zu Hitlers 50. Geburtstag entlassen. Sie musste wöchentlich bei der Gestapo vorstellig werden. Die massive Einschüchterung durch die Nationalsozialisten hielt sie nicht davon ab, weiterhin mit den Quäkern in London in Kontakt zu bleiben und in ihrer Macht stehende Unterstützung für die Emigration von Juden zu leisten.

## Nach dem Krieg
Im August 1945 bat Marie Pleißner den Rat der Stadt Chemnitz um ihre Wiedereinstellung, aus gesundheitlichen Gründen zur Verwendung in der Verwaltung. Marie Pleißner, die zeit ihres Lebens unverheiratet blieb, ließ sich seit 1945 ausschließlich mit „Frau“ anreden. Sie wurde ab September 1945 Oberlehrerin im höheren Dienst am Staatlichen Gymnasium Hohe Straße in Chemnitz (später Friedrich-Engels-Oberschule), ab dem 2. Januar 1946 war sie an der Neulehrerschule Chemnitz.
Marie Pleißner wurde Mitglied der Liberal-Demokratischen Partei Deutschlands (LDPD), in deren Vorstand sie aufstieg. Sie war Teil des Antifaschistisch-Demokratischen Blocks innerhalb der Partei, Fraktionsvorsitzende der Stadtverordnetenversammlung und Kreisvorsitzende. Sie wurde 1946 Abgeordnete des Sächsischen Landtages und war Mitglied im Ausschuss „Opfer des Faschismus“. Sie war Mitglied des Deutschen Friedensrats, des Friedensrats der DDR und der Christlichen Friedenskonferenz. Im März 1947 nahm sie am ersten Friedenskongress der Frauen teil und wurde Mitbegründerin des Demokratischen Frauenbunds Deutschlands.

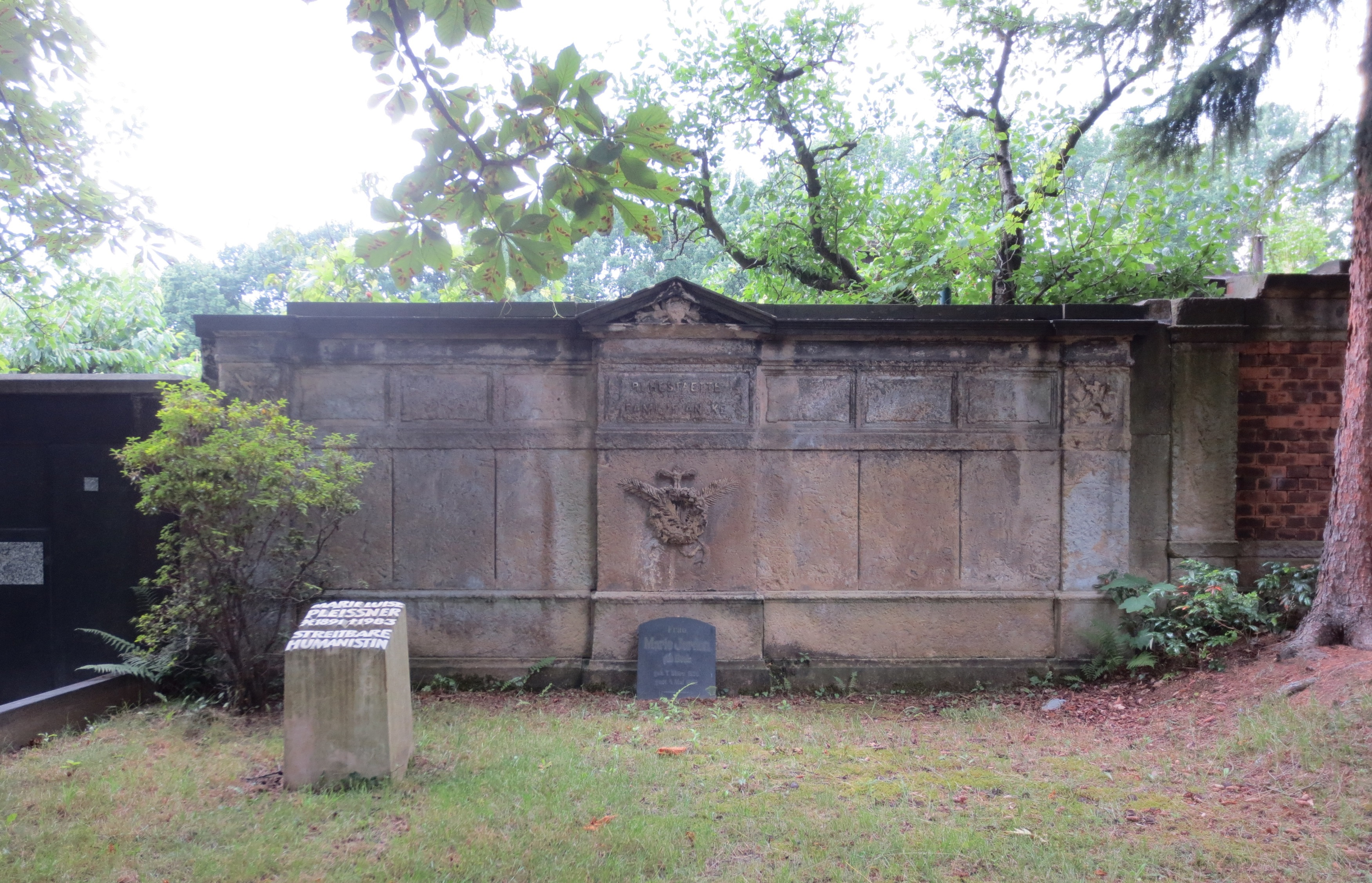
Grabstätte von Marie Pleißner auf dem Nikolaifriedhof in Chemnitz-Altendorf

Marie Pleißner forderte im April 1947 die Wiederherstellung des jüdischen Friedhofs und die Errichtung eines Denkmals in Chemnitz. Sie trat vehement gegen die Einführung des Wehrkundeunterrichts in der DDR ein, hielt Vorträge vor der Friedenskonferenz in Österreich, der Bundesrepublik Deutschland, Schweden, Dänemark und Großbritannien. Wegen ihrer kritischen Haltung erhielt sie schließlich keine oder nur verspätet zugestellte Ausreisegenehmigungen.
Im Oktober 1950 wurde Marie Pleißner der Verfolgtenstatus aberkannt, wogegen sie mit einem Unterstützerbrief der jüdischen Gemeinde und 13 weiteren Gutachten vorging. Am 8. Februar 1951 wurde ihr der Status zurückgegeben. Ab 1951 gehörte sie dem Landesvorstand der LDPD Sachsen an. 1953 befürwortete sie in öffentlichen Aktionen das Sammeln von Wertstoffen zur Wiederverwendung.
1976 wurde sie mit Vaterländischen Verdienstorden in Gold ausgezeichnet.
1981 erhielt sie den Orden Stern der Völkerfreundschaft in Silber.

## Gedenken

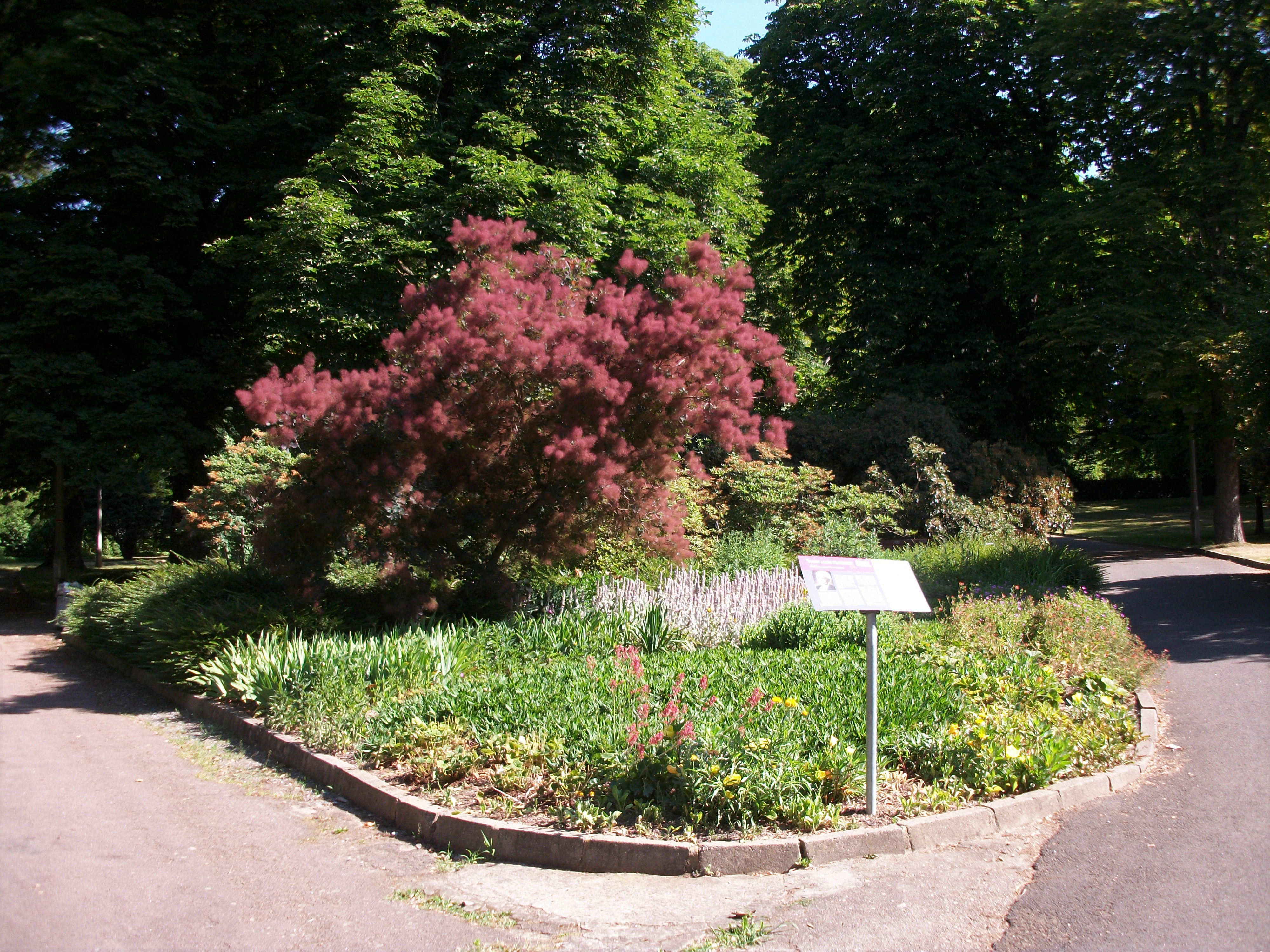
Marie-Luise-Pleißner-Park in Chemnitz-Bernsdorf

In Chemnitz wurden 2006 und 2008 ein Platz und ein Park nach ihr benannt. Dort befindet sich eine Gedenktafel von Frauenorte Sachsen.